# Najwan Ghrayib
Najwan Ghrayib (en árabe: نجوان غريب‎, en hebreo: נג'ואן גרייב‎; 30 de enero de 1974) es un futbolista y entrenador israelí de origen palestino. Actualmente entrena al club de su ciudad natal, el Maccabi Ahi Nazaret.

## Carrera deportiva

### Israel
Ghrayib destacó en las categorías inferiores del Maccabi Ahi Nazaret y en 1992, con 18 años, hizo su debut en la Liga Alef, la tercera categoría del fútbol israelí. Un rendimiento constante y prometedor le proporcionó la oportunidad de firmar por el Maccabi Haifa de la Liga Premier de Israel en 1994, con quien ganó el campeonato en su primera temporada. Tras una corta andadura en el Maccabi Petah Tikva en 1995, fue traspasado al Hapoel Haifa en 1997.

### Inglaterra
Tras una gran temporada en el Hapoel Haifa, el Tottenham Hotspur mostró su interés por Ghrayib y estuvo a punto de unirse al equipo en la temporada 1999-2000 de la Premier League inglesa -incluso llegó a aparecer como jugador del Tottenham en el videojuego de PlayStation FA Premier League Stars- aunque al final su fichaje no llegó a buen término. En ese momento, el Aston Villa se decidió a apostar por él después de que su ojeador, Ross MacLaren, lo calificase del mejor lateral izquierdo que había visto jamás. El Aston Villa pagó un millón de libras por su fichaje, pero Ghrayib jugó pocos minutos en el primer equipo y fue transferido de nuevo al Hapoel Haifa en febrero de 2001 por tan solo 150.000 libras.

### Regreso a Israel
Ghrayib jugó dos temporadas en el Hapoel Haifa antes de volver al club de su infancia, el Maccabi Ahi Nazaret, donde en su primera temporada obtuvo el ascenso a la Premier League israelí. Ese verano fichó por el Hapoel Petah Tikvah, y en la temporada 2004-2005 firmó de nuevo por el Maccabi Haifa. Terminó su carrera en el Maccabi Ahi Nazaret, donde se retiró a la conclusión de la temporada 2005-2006.

## Selección nacional
Ghrayib tuvo una exitosa trayectoria con la selección de fútbol israelí, con la que llegó a jugar 18 partidos. Su debut y su primer gol tuvieron lugar en la famosa victoria 5-0 contra Austria en la fase de clasificación para la Eurocopa de 2000. Este fue un resultado histórico para el equipo israelí, dado que le supuso el pase a un partido de playoff contra Dinamarca para obtener plaza en la Eurocopa, algo a lo que nunca habían llegado antes. Sin embargo, Ghrayib no estuvo entre los 18 hombres convocados para los dos partidos de esta eliminatoria, que Israel perdió por un tanteo global de 8-0.

## Identidad como israelí de origen palestino
Ghrayib ha generado una importante polémica cuando  ha hablado en público sobre su origen palestino y sobre el trato que recibe la minoría palestina en Israel, un asunto sobre el que no se suele debatir en los medios de comunicación israelíes por su carácter controvertido. En una famosa entrevista con un periódico local de Haifa ("Kolbo"), calificó al entonces primer ministro israelí Ariel Sharon de "perro", que "viene de un partido que odia a los árabes", y le comparó con el dictador iraquí Saddam Hussein. La respuesta del público israelí a esta entrevista es una muestra de lo que Shor, Eran y Yonay (2011) describen como una mentalidad de "calla y juega"; muchas de las reacciones a esta entrevista fueron, o bien que Ghrayib no tendría que realizar comentarios políticos porque solo era un deportista, o que simplemente es un árabe y "...todos los árabes nos odian [a los israelíes]... ¡Así que deportadlo a Palestina!" Poco después, Ghrayib realizó unas declaraciones en las que explicaba que estaba "solo bromeando" y se disculpó con cualquiera que se hubiese ofendido, a pesar de algunos afirmaron que su punto de vista reflejaba el de la población palestina moderada en Israel.

## Títulos
- Liga Premier de Israel (2):
  - 1998/99, 2004/05
- Copa de Israel (1):
  - 1994/95
- Copa Toto (1):
  - 2000/01